# Fabio Capello
Fabio Capello (San Canzian d'Isonzo, 18 giugno 1946) è un ex calciatore e allenatore di calcio italiano, di ruolo centrocampista.
Cresciuto calcisticamente nel settore giovanile della SPAL, con la quale ha esordito in massima serie nella stagione 1963-1964, ha speso la propria carriera agonistica tra Roma, Juventus e Milan, vincendo quattro campionati (tre con la Juventus e uno con il Milan) e due Coppe Italia (una con la Roma e una con il Milan). Dal 1972 al 1976 ha collezionato 32 presenze in nazionale maggiore realizzando 8 gol, compreso quello che ha permesso all'Italia di vincere per la prima volta in casa dell'Inghilterra a Wembley nel 1973.
Conclusa la carriera da calciatore, ha intrapreso una proficua carriera da allenatore, affermandosi come uno dei migliori tecnici della propria generazione. Nel suo palmarès può vantare la vittoria di cinque campionati italiani (quattro con il Milan e uno con la Roma) e due spagnoli (entrambi con il Real Madrid), quattro Supercoppe italiane (tre con il Milan e una con la Roma) nonché una UEFA Champions League nella stagione 1993-1994 e la Supercoppa UEFA del 1994, entrambe con il Milan. Dal 2007 al 2012 è stato il commissario tecnico dell'Inghilterra, che ha guidato al campionato del mondo 2010, dove è stato eliminato dalla Germania agli ottavi di finale, e dal 2012 al 2015 è stato il selezionatore della Russia, che ha condotto durante il campionato del mondo 2014, non andando oltre il terzo posto nel girone eliminatorio. Entrato nella Hall of Fame del calcio italiano nel 2013, ha chiuso la propria carriera di allenatore nel 2018, dopo aver guidato i cinesi dello Jiangsu Suning.

## Biografia
Nativo di Pieris, frazione di San Canzian d'Isonzo, all'epoca in provincia di Trieste, Capello è nipote di Mario Tortul, calciatore professionista nel secondo dopoguerra e fratello minore di sua madre Evelina (1920-2017).
Il nonno paterno Eduardo Capello, noto in Ungheria come Eduárd Kapelló, era un fabbro nativo della zona di Pieris, residente a Himesháza durante la prima guerra mondiale e rientrato in Italia con la moglie, Mary Olívó, poco dopo la nascita a Himesháza del figlio Guerrino (1915-1983); quest'ultimo, padre di Fabio, prestò il servizio militare come carabiniere e visse l'orrore dei campi di sterminio nazisti, venendo deportato in sei lager.
Durante gli anni trascorsi a Ferrara, Capello conobbe Laura, che diventerà sua moglie nel 1969; dal matrimonio ebbero due figli.
Grande intenditore di vini e amante del viaggio, della caccia e dell'arte astratta, Capello ha raccontato di non aver mai voluto mescolare la propria famiglia con il lavoro nel mondo del calcio, negando sempre a moglie e figli di discutere con lui relativamente alle partite; ha ammesso anche di aver sempre cercato di scegliersi gli amici più stretti tra le persone che non facevano parte del proprio ambito lavorativo. Coniò il neologismo «cassanata» per riferirsi ai comportamenti fin troppo esuberanti e spesso contrari ai regolamenti mostrati in diverse occasioni dall'attaccante Antonio Cassano, che Capello allenò nelle esperienze alla Roma e al Real Madrid.

## Caratteristiche tecniche

### Giocatore
Regista dai piedi perfetti e freddo rigorista, Capello è stato il punto di riferimento a centrocampo per tutte le squadre in cui ha militato. Veniva ammirato per la semplicità del suo gioco, l'intelligenza tattica e la spiccata propensione al gol. Il forte carattere che sempre lo ha contraddistinto lo rendeva leader in campo, essendo sempre stato pronto a stimolare i propri compagni di squadra.

### Allenatore
(Zlatan Ibrahimović)
La forte personalità di Fabio Capello lo rese un allenatore severo, esigente e inflessibile, tanto da ricevere il soprannome di "sergente di ferro": durante le sue gestioni imponeva un rigido rispetto delle regole, soprattutto in ritiro, sostenendo che non osservarle comportasse un danno per lo spogliatoio. Il punto di forza di Capello risiedeva nel riuscire ad adattarsi alle diverse squadre in cui lavorava, studiando i giocatori a disposizione e riconoscendo tra loro i veri e i falsi leader, ponendosi così un obiettivo da raggiungere; inoltre, considerava importante osservare e imparare dagli altri colleghi in panchina, in modo da riproporre poi le idee più valide ai propri giocatori, i quali a loro volta dovevano essere stimolati dai migliori elementi della rosa. Il modulo più usato durante la sua carriera da allenatore è stato il 4-4-2, caratterizzato da una robustezza difensiva e da un gioco basato sulla velocità e sulle ripartenze.

## Carriera

### Giocatore

#### Club

##### SPAL

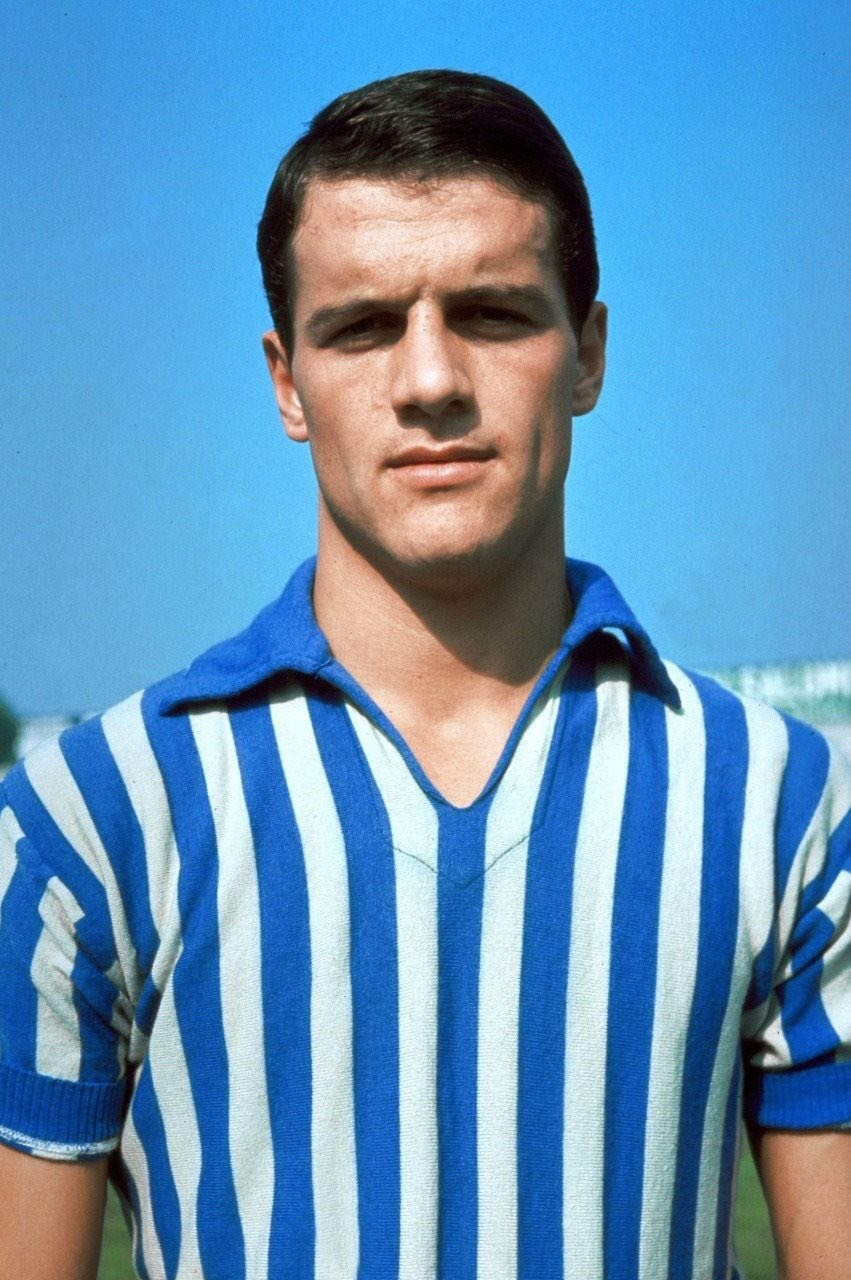
Capello alla nella stagione 1966-1967.

Capello iniziò a giocare a calcio nella squadra della sua località natale, il Pieris, dove aveva già militato il padre. Fu notato all'età di sedici anni da Paolo Mazza, il quale lo portò a Ferrara per due milioni di lire, anticipando Giuseppe Viani, il quale voleva tesserarlo per il Milan; fu proprio il padre Guerrino a precludere un primo passaggio del figlio ai rossoneri, nonostante l'insistenza di Viani, affermando di voler mantenere la parola data al dirigente ferrarese.
Trascorse due anni nelle giovanili della SPAL, il secondo dei quali nella primavera guidata da Giovan Battista Fabbri; l'esordio in prima squadra arrivò il 29 marzo 1964, a quasi diciotto anni, nella partita di Serie A persa per 3-1 in casa della Sampdoria. Collezionò appena 4 presenze nella sua prima stagione in massima categoria, al termine della quale gli Estensi retrocedettero in Serie B.
La SPAL tornò però subito in massima serie, grazie anche alla mano di Mazza il quale fortificò la rosa, e il diciannovenne Capello divenne già il riferimento per il centrocampo oltreché il rigorista di una formazione che si riaffacciò sulle grandi ribalte del calcio italiano. La stagione 1966-67 fu amara per Capello, poiché un infortunio al ginocchio gli fece perdere metà campionato, al termine del quale concluse la sua esperienza in maglia biancazzurra.

##### Roma
Nel 1967 venne acquistato per 260 milioni di lire dalla Roma, nel mezzo di un mercato estivo in cui la società giallorossa mise a segno diversi importanti colpi al fine di costruirsi un solido futuro, investendo su giocatori di esperienza come il brasiliano Jair, ma anche su giovani speranze come lo stesso regista friulano.

Capello (terzo in piedi da sinistra) alla Roma durante la stagione 1967-1968.

Ad accoglierlo fu il mister Oronzo Pugliese, il quale non poté però puntare molto su Capello durante la stagione: i problemi fisici già accusati a Ferrara continuarono infatti a farsi sentire. Fu così impiegato solamente in 11 partite di un deludente campionato giocato dalla formazione capitolina, che chiuse all'undicesimo posto. Segnò la sua prima rete in giallorosso contro la Juventus il 5 novembre 1967, decisiva per l'1-0 finale.
L'annata 1968-1969 fu tutta un'altra storia, grazie all'arrivo in giallorosso del Mago Helenio Herrera il quale fece di Capello il perno della squadra. Nonostante il non esaltante ottavo posto in Serie A, i giallorossi portarono a casa la Coppa Italia, primo trofeo conquistato dal giovane centrocampista, che segnò una doppietta nell'ultima giornata del girone finale contro il Foggia & Incedit.
L'ultima stagione di Capello in maglia giallorossa vide l'ennesimo deludente piazzamento in campionato, ancora undicesimo, contrastato da un avvincente percorso della squadra in Coppa delle Coppe terminato alle semifinali. Nell'estate del 1970 il nuovo presidente romanista Alvaro Marchini scatenò l'ira dei tifosi e di mister Herrera mettendo sul mercato i cosiddetti gioielli della quadra, Landini, Spinosi e lo stesso Capello, il quale lasciò così la Capitale dopo 84 presenze ufficiali e 18 reti messe complessivamente a segno.

##### Juventus

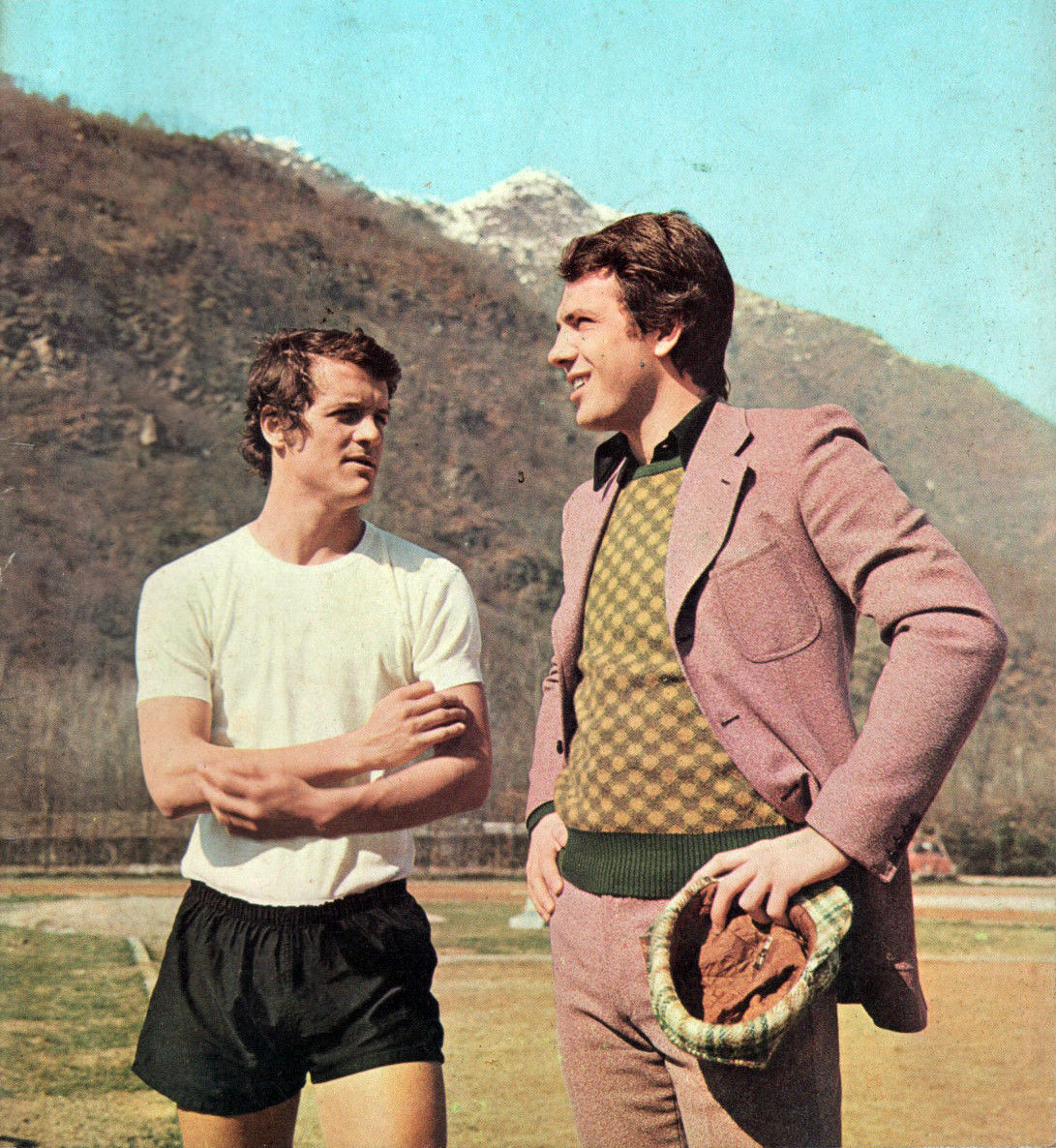
Capello (a sinistra) e il compagno di squadra Roberto Bettega alla Juventus nel 1972.

Nel 1970 si trasferì così, assieme agli altri due gioielli Landini e Spinosi, alla Juventus. Come quando passò alla Roma, Capello si trovò in una società totalmente rivoluzionata da numerosi nuovi innesti e affidata a un nuovo allenatore, Armando Picchi. Come Herrera, anche Picchi lo mise al centro del gioco della squadra, ma appena pochi mesi dopo, durante la prima esperienza da allenatore di una grande squadra, al tecnico sopraggiunse la tragica morte.

Capello (in primo piano), inseguito da José Altafini, esulta dopo avere aperto le marcature in Juventus-Sampdoria (2-0) del 9 maggio 1976.

Nel corso della stagione 1970-1971 l'eredità di Picchi venne affidata al tecnico delle giovanili bianconere, Čestmír Vycpálek, il quale trascinò la squadra alla finale di Coppa delle Fiere, dove Capello segnò una rete nel 2-2 dell'andata a Torino contro il Leeds Utd, ma che con l'1-1 del ritorno in Inghilterra, rese inutili le speranze per la Vecchia Signora di aggiudicarsi il trofeo per via della regola dei gol in trasferta. Durante la stagione 1971-1972, Capello mise a segno il suo record personale di marcatore in campionato (9), contribuendo alla vittoria del quattordicesimo scudetto del club torinese, nonché il suo primo in carriera.
L'annata seguente, sempre con il cecoslovacco in panchina, subì la sconfitta ai tiri di rigore nella finale di Coppa Italia contro il Milan, ma più sofferente fu quella per 1-0 nella finale di Coppa dei Campioni contro l'Ajax di Johan Cruijff. La delusione per le due finali, perse entrambe da titolare e con la maglia numero dieci sulle spalle, fu mitigata dalla vittoria del campionato, che arrivò solamente all'ultima giornata, traendo vantaggio dall'inciampo del Milan nella "fatal Verona".
Dopo un'altra stagione agli ordini di Vycpálek, terminata con un secondo posto in campionato, Capello si confermò colonna portante della Juventus anche sotto la guida di Carlo Parola, conquistando il suo terzo scudetto nella stagione 1974-1975, e sfiorando il titolo l'edizione seguente, perdendo la corsa scudetto contro i concittadini e rivali del Torino.

##### Milan
Nel 1976 fu oggetto di un clamoroso scambio con il capitano milanista Romeo Benetti, il quale fu voluto alla Juventus dal nuovo tecnico Giovanni Trapattoni, passato a giugno proprio dai rossoneri, dove affiancava in panchina Nereo Rocco con mansioni di responsabile tecnico, ai bianconeri, dove avrebbe ricoperto il suo primo incarico da allenatore di prima squadra. Il Trap riteneva che la squadra piemontese avesse bisogno più di un centrocampista di nerbo, come il suo pupillo milanista, che di uno di qualità come il numero dieci bianconero, perciò Benetti raggiunse il suo allenatore facendo ritorno a Torino dopo sette anni, mentre Capello si trasferì a Milano per quella che sarà l'ultima tappa della sua carriera da giocatore.

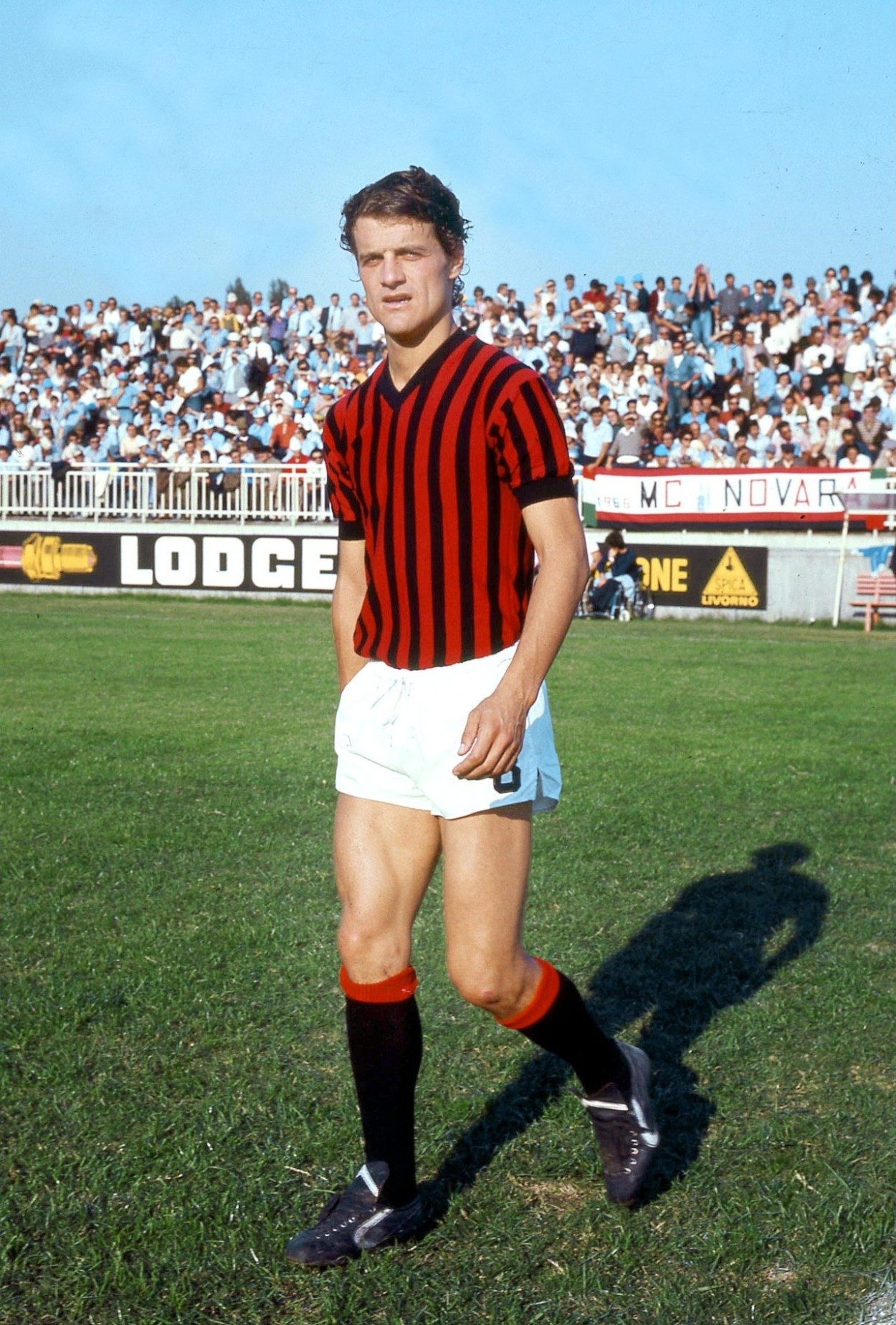
Capello con la maglia del nel 1976.

Alla prima stagione con la sua maglia rossonera, Capello venne subito impiegato come titolare da Giuseppe Marchioro prima e dal paròn Rocco poi, riuscendo subito a conquistare la Coppa Italia 1976-1977, la sua seconda in carriera dopo quella vinta otto anni prima a Roma. Anche con il ritorno di Nils Liedholm in panchina nella stagione 1977-1978, Capello continuò a giocare con continuità nel Milan, con il quale raggiunse il quarto posto in campionato assicurandosi la qualificazione in Coppa UEFA.
Tutto cambiò l'annata dopo, quando gravi problemi fisici gli tolsero la maglia da titolare, e riuscì a scendere in campo in campionato solamente per 8 volte; ciò gli bastò però per conquistare lo scudetto della stella, il suo quarto in carriera.
Nella stagione seguente, la sua ultima da giocatore, Capello totalizzò appena tre presenze in campionato e 1 presenza, con 1 gol, in Coppa Italia. Rendendosi conto di essere arrivato al capolinea, lasciò il calcio giocato nel 1980; i suoi compagni, dopo essere stati declassati dal terzo posto conquistato in campionato per via delle sentenze sul calcioscommesse, retrocedettero per la prima volta in Serie B.

#### Nazionale

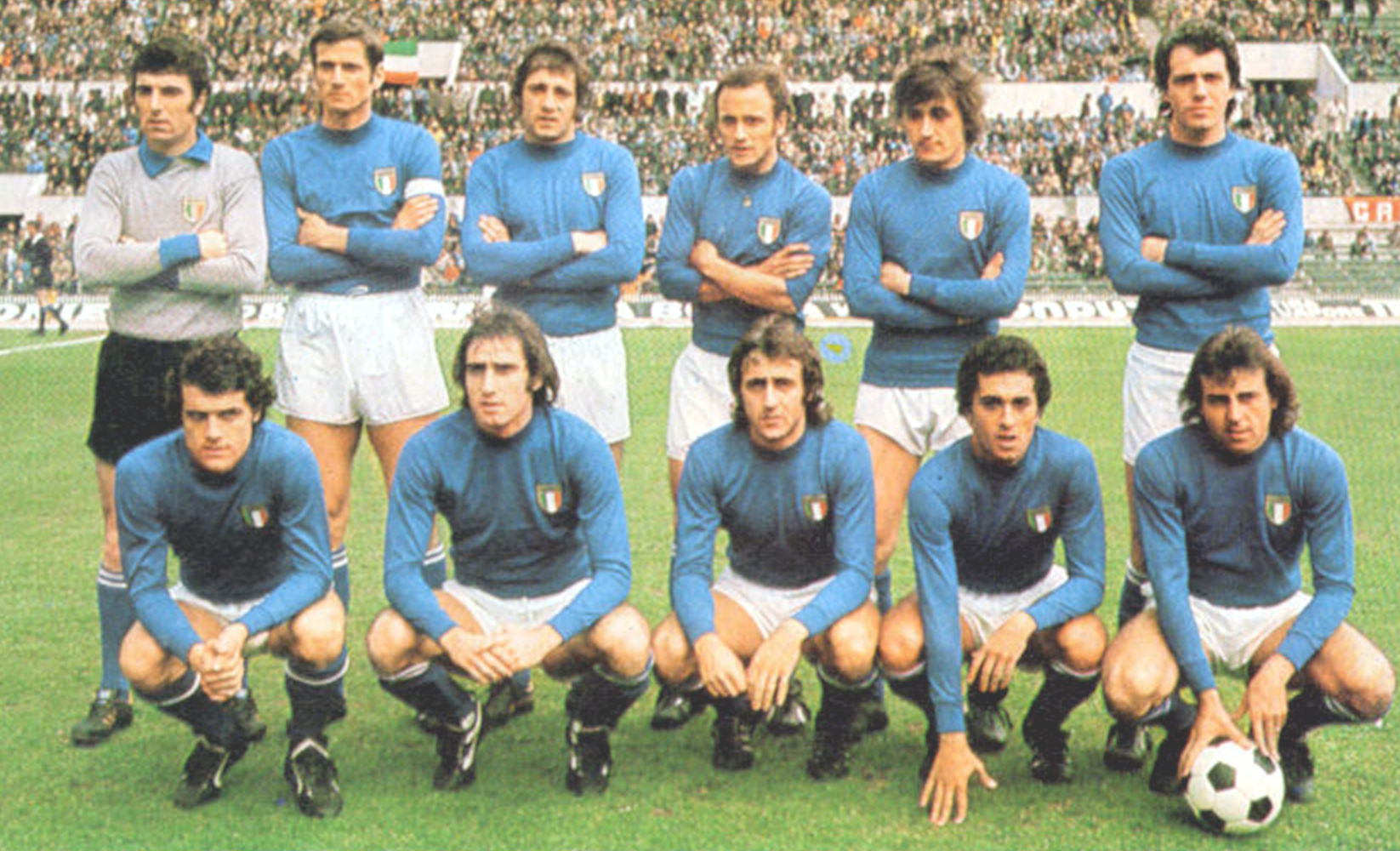
Capello (accosciato, primo da sinistra) in nazionale per l'amichevole contro gli tenutasi a Roma nel 1975.

Il 13 maggio 1972, durante gli anni di militanza nella Juventus, esordì nella nazionale maggiore italiana, contro il Belgio, convocato dal commissario tecnico Ferruccio Valcareggi.
Ne divenne una presenza fissa nella prima metà degli anni 1970, totalizzando 32 presenze e 8 reti, tra le quali spiccò negli annali il gol segnato il 14 novembre 1973 a Wembley, grazie al quale l'Italia vinse per la prima volta nella sua storia in casa dell'Inghilterra, e garantendosi la partecipazione al campionato del mondo 1974 in Germania Ovest, dove l'Italia uscì al primo turno. In quel torneo realizzò il gol del definitivo 2-1 nella partita persa contro la Polonia, ma l'eliminazione dal torneo fu, secondo lo stesso Capello, uno dei ricordi più amari della sua carriera.
Rimase in nazionale ancora per due anni. La sua ultima partita fu l'amichevole Portogallo-Italia del 22 dicembre 1976, terminata 2-1 per i padroni di casa.

### Allenatore
Prima di conseguire la qualifica da allenatore frequentò le scuole manageriali di Fininvest. Già plurivittorioso sul campo, condusse varie formazioni al successo dalla panchina, tanto che gli fu attribuito il soprannome di "Don Fabio" ai tempi dell'esperienza in Spagna.

#### Milan

##### Gli esordi in panchina, l'intermezzo dirigenziale

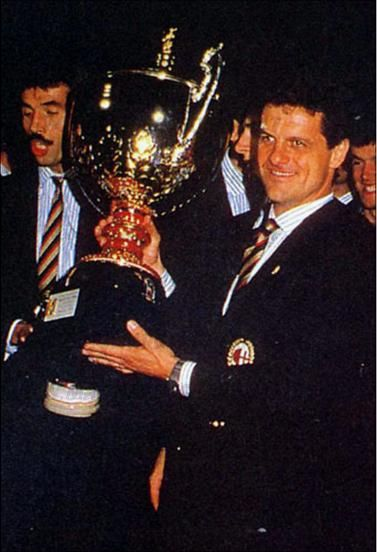
Capello alla sua prima esperienza sulla panchina del Milan, mentre posa con il trofeo della Coppa Super Clubs 1987.

L'esordio assoluto in panchina risale all'agosto 1980, alla guida della squadra Allievi Nazionali del Milan, impegnata nel Torneo Internazionale Carlin's Boys di Sanremo.
Per tutta la stagione 1980-1981 alternò il ruolo di tecnico degli Allievi a quello di osservatore per la prima squadra rossonera. Nonostante una proposta d'ingaggio proveniente dal Perugia, intenzionato ad affidargli la direzione sportiva della società, decise di proseguire ad allenare nel settore giovanile milanista: dalla stagione 1981-1982 passò quindi alla squadra Berretti, portandola alla vittoria del campionato nazionale dopo avere battuto in finale gli omologhi del Bari. Successivamente guidò la squadra Primavera, conducendola dapprima alla finale nazionale 1983-1984, persa contro i pari età della Roma, e infine alla vittoria della Coppa Italia Primavera 1984-1985.
Fu quindi promosso vice della prima squadra, agli ordini del suo ex tecnico Nils Liedholm, per la stagione 1986-1987. Sul finire della stessa debuttò come tecnico in Serie A, subentrando ad interim allo svedese nel frattempo esonerato: guidò così i rossoneri durante le ultime sei giornate di campionato, garantendo loro la qualificazione in Coppa UEFA grazie alla vittoria nello spareggio di Torino contro la Sampdoria.
Seguì un periodo da dirigente della Polisportiva Mediolanum in varie discipline, tra cui hockey su ghiaccio, baseball, pallavolo e rugby.

##### Il ritorno in panchina e il ciclo di successi
Capello abbandonò nuovamente la scrivania in favore del campo quando il Milan, nel giugno del 1991, ebbe necessità di sostituire Arrigo Sacchi, chiamato a dirigere la nazionale italiana. Accolto da un'iniziale perplessità per la sua scarsa esperienza in panchina ed etichettato frettolosamente come uno yes man dei vertici societari, Capello accettò di raccogliere la difficile eredità del tecnico romagnolo, capace a posteriori di segnare la storia del calcio, e inaugurò uno dei più prolifici cicli di vittorie della sponda rossonera di Milano. Fra il 1991 e il 1996, infatti, la squadra allenata dal bisiaco si aggiudicò quattro scudetti, di cui tre consecutivi (1991-1992, 1992-1993, 1993-1994, 1995-1996), e una UEFA Champions League (1993-1994), e disputò altre due finali della massima competizione continentale per club nel 1993 e nel 1995; stabilì inoltre numerosi primati, tra cui il maggior numero di risultati utili consecutivi in Serie A (58).

Capello (a destra) e il presidente milanista Silvio Berlusconi nel precampionato 1991-1992

Capello ereditò in larga parte giocatori e schemi tattici del predecessore Sacchi, rimpiazzando il centrocampista Carlo Ancelotti con il giovane Demetrio Albertini e inserendo il portiere titolare Sebastiano Rossi. La prima stagione alla guida del Milan si concluse in modo trionfale, con la vittoria dello scudetto da imbattuti, fatto senza precedenti nella storia del calcio italiano. Nell'estate del 1992 il Milan, sborsando 15 miliardi di lire per assicurarsi la promettente ala del Torino Gianluigi Lentini, concluse la più costosa operazione di calciomercato della storia fino a quel momento; in rossonero arrivarono poi anche Fernando De Napoli, Stefano Eranio, Jean-Pierre Papin, Dejan Savićević e Zvonimir Boban. Il forte organico, che poteva già contare su nomi del calibro di Marco van Basten, Ruud Gullit, Paolo Maldini e Frank Rijkaard, fu gestito dall'allenatore friulano con un impiego frequente del turnover, di cui Capello è stato tra i precursori in ambito calcistico. Lo schema tattico prevedeva l'adozione di Rijkaard e Albertini quali centrocampisti difensivi che consentivano alle ali maggiore libertà di attacco. La squadra dominò il campionato di Serie A 1992-1993, confermandosi campione, e raggiunse da imbattuta la finale di UEFA Champions League, dove venne sconfitta per 1-0 dall'Olympique Marsiglia. Nel corso della stagione il club rossonero stabilì una striscia di imbattibilità di 58 partite di Serie A, dal 26 maggio 1991 al 21 marzo 1993, record per il calcio italiano.

Capello, allenatore del Milan, viene portato in trionfo dai propri giocatori dopo la vittoria del quattordicesimo scudetto rossonero, nella stagione 1993-1994.

Nel costruire la squadra per la stagione 1993-1994, Capello fece acquistare, tra gli altri, Christian Panucci e Marcel Desailly. Impiegando quest'ultimo davanti alla difesa, il tecnico consentì al resto del centrocampo di proporsi con maggiore copertura ed efficacia in avanti. Pur sconfitto nella Coppa Intercontinentale dal San Paolo e nella Supercoppa UEFA dal Parma, competizioni a cui partecipò in luogo dello squalificato Olympique Marsiglia, in ambito nazionale il Milan riuscì ad aggiudicarsi lo scudetto per la terza volta di fila e contestualmente si aggiudicò la UEFA Champions League battendo per 4-0 in finale il Barcellona allenato da Johan Cruijff. A causa degli infortuni patiti da numerosi elementi dell'attacco rossonero, van Basten in primis, il Milan realizzò appena 36 gol in 34 partite di campionato, ma confermò la solidità del reparto arretrato, con soli 15 gol subiti (miglior difesa della Serie A). La linea difensiva milanista dell'epoca, composta dai quattro italiani Mauro Tassotti, Franco Baresi, Alessandro Costacurta e Maldini, è ancora considerata una delle più valide di tutte le epoche. Della compattezza difensiva dell'undici di Capello beneficiò il portiere Rossi, la cui porta, nel campionato di Serie A 1993-1994, rimase inviolata per 929 minuti di gioco consecutivi, dal 12 dicembre 1993 al 27 febbraio 1994, stabilendo un record che sarà battuto solo nel campionato di Serie A 2015-2016, dallo juventino Gianluigi Buffon.

Capello (a destra) al ritorno in Italia con il trofeo della Champions League, dopo la vittoriosa finale del 1994 ad Atene contro il.

Con le partenze di Van Basten e Papin, Capello ottenne il ritorno a Milano dell'olandese Gullit, ceduto appena un anno prima alla Sampdoria, e l'ingaggio della mezzapunta Paolo Di Canio. L'inizio della stagione 1994-1995 sembrò favorevole, con la vittoria della terza Supercoppa italiana consecutiva contro la Sampdoria; ma ben presto vide i rossoneri stentare in campionato, abdicando precocemente nella difesa dello scudetto, e, sul finire dell'anno solare, uscire sconfitti dalla Coppa Intercontinentale contro gli argentini del Vélez Sarsfield. Nei mesi seguenti la squadra si riprese parzialmente, aggiudicandosi a febbraio la Supercoppa UEFA, battendo l'Arsenal, e raggiungendo per la terza volta consecutiva la finale di UEFA Champions League, dove venne sconfitta di misura dall'Ajax. Il campionato si chiuse con un quarto posto, un piazzamento deludente a fronte del ruolino rossonero nella prima metà del decennio, utile solo alla qualificazione alla successiva Coppa UEFA.
Anche a seguito di ciò, la campagna acquisti per la stagione 1995-1996 fu di primo livello: il patron rossonero Silvio Berlusconi consegnò all'allenatore bisiaco, tra gli altri, due tra i maggiori attaccanti del panorama internazionale dell'epoca, Roberto Baggio e George Weah. Capello, che già disponeva di Di Canio, Lentini, Savićević, Eranio, Roberto Donadoni e Marco Simone, dovette gestire una notevole abbondanza di uomini nel ruolo di ala e lo fece con un uso sapiente del turnover, modificando occasionalmente il modulo 4-4-2 in un 4-3-3 in cui la punta centrale Weah, nel frattempo insignita del Pallone d'oro 1995, era supportata da Baggio e Savićević, consentendo così ai due playmaker di giocare vicini a centrocampo. Il Milan chiuse la stagione aggiudicandosi lo scudetto, il quarto in cinque anni, con un margine di otto punti sulla seconda classificata, la Juventus campione uscente.

#### Real Madrid
Nell'estate 1996 venne ingaggiato dal Real Madrid del presidente Lorenzo Sanz, concretizzando voci già diffusesi nei mesi precedenti. Chiamato a risollevare le sorti di una squadra che si era piazzata sesta nella stagione precedente (peggior piazzamento dal 1977), non guadagnando la qualificazione alle competizioni europee, il tecnico portò in Spagna Clarence Seedorf, prelevato dalla Sampdoria, e spinse subito per l'acquisto di Roberto Carlos: venuto a sapere della messa sul mercato del terzino brasiliano, il tecnico contattò immediatamente Sanz e fece chiudere la trattativa con l'Inter nel giro di poche ore. Capello riuscì a realizzare un efficace equilibrio tattico: le incursioni di Roberto Carlos in avanti e i lanci di Fernando Hierro conferirono sostanza alla manovra offensiva, ispirata da Raul e Predrag Mijatović.
Entrato in conflitto con Sanz, l'allenatore preannunciò la propria partenza già in primavera; l'esperienza iberica si concluse tuttavia in modo trionfale, con la conquista del titolo grazie al margine di due punti sul Barcellona.

#### Ritorno al Milan
Dopo il suo addio dal Real Madrid, Capello fece ritorno al Milan, anche per riconoscenza nei confronti di Berlusconi. Reduce da una stagione fallimentare, la compagine meneghina non migliorò, tuttavia, i propri risultati, classificandosi decima nel campionato di Serie A 1997-1998 e mancando la qualificazione alle coppe europee per il secondo anno consecutivo. Di maggiore caratura risultarono le prestazioni offerte in Coppa Italia, dove la squadra, dopo un cammino caratterizzato dalla storica vittoria sull'Inter per 5-0 nell'andata dei quarti di finale, capitolò in finale contro la Lazio, in maniera rocambolesca: dopo avere vinto per 1-0 l'andata a San Siro, venne sconfitta per 1-3 al ritorno all'Olimpico, peraltro dopo l'iniziale vantaggio siglato all'inizio della ripresa, subendo tre gol in appena dieci minuti. A causa dei deludenti risultati, Capello venne esonerato al termine della stagione.

#### Roma

Capello (a destra), tecnico della, festeggia la vittoria della Supercoppa italiana 2001 con il capitano giallorosso Francesco Totti.

Trascorsa la stagione 1998-1999 nel ruolo di commentatore per la Rai, nel giugno 1999 Capello fu ingaggiato dalla Roma.
Dopo due anni in cui la squadra giallorossa aveva giocato con un offensivo 4-3-3 sotto la guida di Zdenḝk Zeman, Don Fabio vi riportò una tattica più equilibrata, abbandonando le tre punte con lo spostamento di Marco Delvecchio sull'ala, e cominciando a costruire una solida intelaiatura che vedeva, tra gli altri, Damiano Tommasi a centrocampo, e la linea brasiliana Aldair-Zago-Cafu in difesa. La prima stagione alla guida dei giallorossi offrì alcune buone prestazioni, su tutte il 4-1 nel derby alla Lazio futura scudettata, ma il campionato venne concluso soltanto al sesto posto.
Rinforzata dagli acquisti di Walter Samuel, Emerson e soprattutto Gabriel Batistuta, la squadra di Capello volò da subito in testa alla classifica del campionato 2000-2001 e riuscì a mantenere per tutta la stagione un buon vantaggio sulla Juventus inseguitrice. Il 17 giugno 2001, nell'ultima giornata di campionato, battendo il Parma per 3-1 la Roma si laureò campione d'Italia per la terza volta nella sua storia: per il tecnico bisiaco fu il quinto trionfo in carriera.
Due mesi più tardi, il 19 agosto, i giallorossi trionfarono per la prima volta anche in Supercoppa italiana, superando la Fiorentina di Roberto Mancini. Fu l'unico trofeo di quella stagione per Capello, poiché nel campionato 2001-2002, pur guidando una squadra ulteriormente rinforzata dal talento di un giovane Antonio Cassano, nonostante il simbolico titolo di campione d'inverno, non riuscì a centrare il bis tricolore, vinto dalla Juventus, mentre in Champions League il club capitolino venne eliminato nella seconda fase a gironi. Don Fabio restò alla guida dei giallorossi per altre due stagioni, 2002-2003 e 2003-2004, raggiungendo la finale di Coppa Italia, persa contro il Milan, durante la prima, e il secondo posto in campionato, dietro agli stessi rossoneri, durante la seconda.

#### Juventus

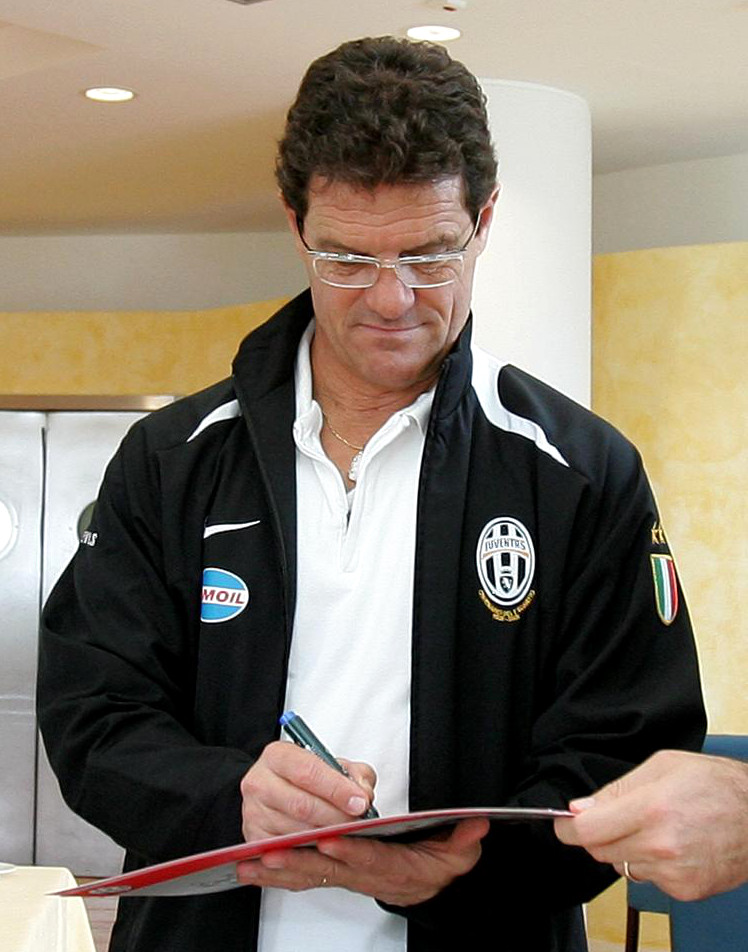
Capello, tecnico della Juventus, firma un autografo a metà degli anni duemila.

Nell'estate 2004 divenne l'allenatore della Juventus, fatto vissuto come un «tradimento» dai tifosi romanisti: lo stesso tecnico, appena pochi mesi addietro, aveva infatti dichiarato di non nutrire interesse per la panchina bianconera. Al termine di un testa a testa protrattosi per tutta la stagione, fu lo scontro diretto dell'8 maggio 2005 a San Siro, terminato 0-1 per la Juventus contro il Milan di Carlo Ancelotti, a decidere de facto il campionato.
Anche la stagione successiva, seppure iniziata malamente con la sconfitta 0-1 in Supercoppa italiana contro l'Inter ai tempi supplementari, si concluse con la vittoria dello scudetto, il ventinovesimo della storia bianconera e l'ottavo in carriera per Capello, dopo la vittoria per 2-0 contro la Reggina sul campo neutro del San Nicola di Bari. I due titoli vennero tuttavia revocati a seguito dello scandalo di Calciopoli, scoppiato nel maggio del 2006. Durante l'intero biennio con Capello la squadra torinese stabilì un primato, rimanendo in testa alla classifica per 76 giornate di Serie A (dal 12 settembre 2004 al 14 maggio 2006), mentre in ambito europeo furono due formazioni inglesi, il Liverpool poi laureatosi campione d'Europa nel 2004-2005, e l'Arsenal poi finalista nel 2005-2006, a spegnere i sogni di gloria dei bianconeri in UEFA Champions League, sempre ai quarti di finale.
Alla Juventus Capello rinsaldò i legami tra l'ambiente e l'attaccante francese David Trezeguet e valorizzò il promettente svedese Zlatan Ibrahimović, mentre visse un rapporto conflittuale con il capitano della squadra Alessandro Del Piero, il quale in tale biennio fu impiegato con minore frequenza rispetto al passato.

#### Ritorno al Real Madrid

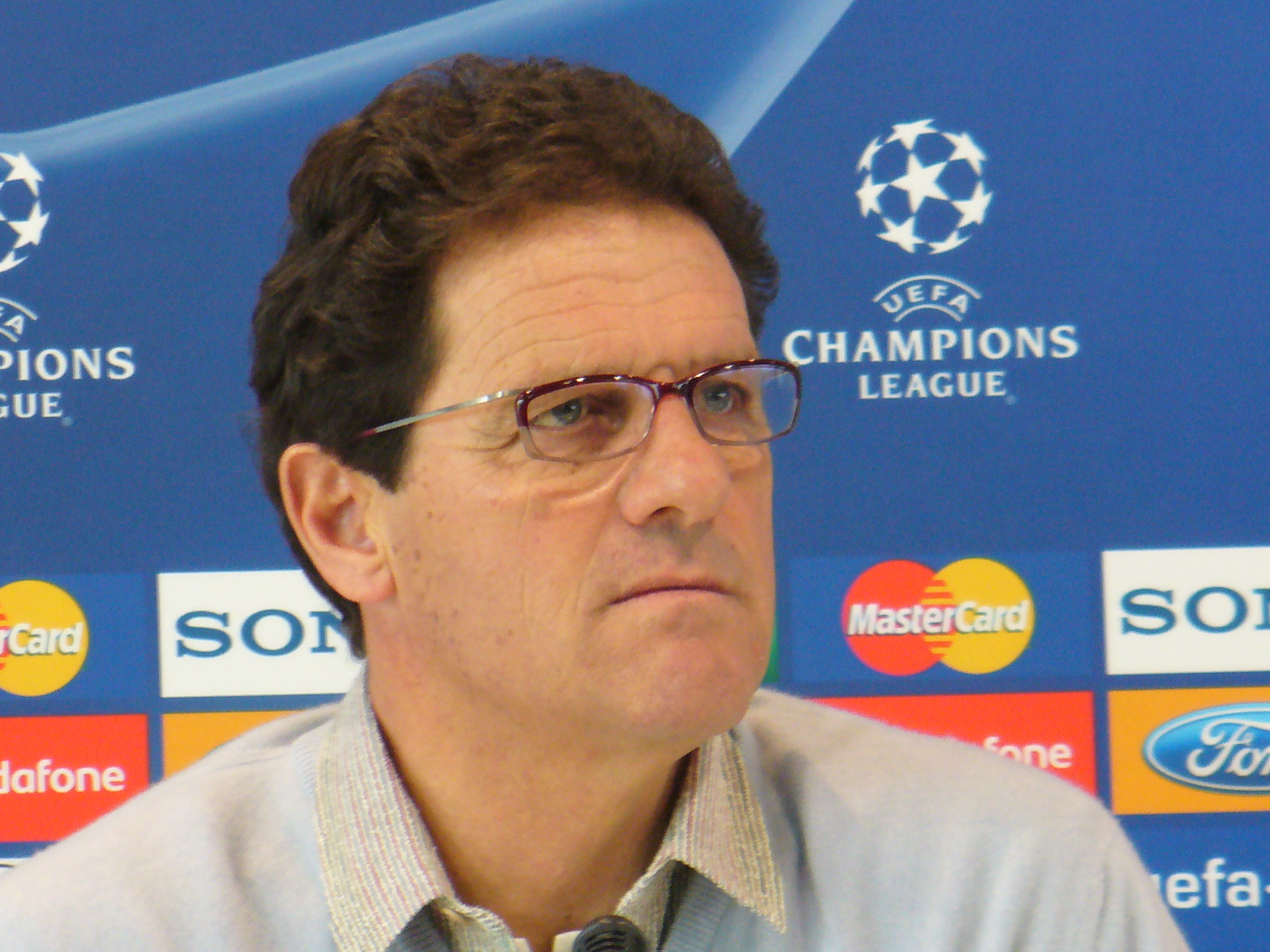
Capello nel 2007, alla sua seconda esperienza alla guida del Real Madrid.

Nell'estate 2006, dopo il declassamento d'ufficio della Juventus in Serie B a causa dei già citati eventi di Calciopoli, Capello fece ritorno al Real Madrid, dove ritrovò ai suoi ordini Cassano. Dopo un inizio di stagione difficoltoso, che vide tra l'altro l'esclusione dello stesso Cassano dalla rosa, i madrileni riuscirono a migliorare i propri risultati: pur eliminati dal Bayern Monaco negli ottavi di Champions League e dal Betis negli ottavi di finale di Coppa di Spagna, si imposero sul fronte nazionale sopravanzando il Barcellona per l'esito favorevole degli scontri diretti.
Malgrado il successo, Capello venne esonerato dal presidente Ramón Calderón pochi giorni dopo.

#### Nazionale inglese
Nel dicembre 2007 venne chiamato alla guida della nazionale inglese, reduce dalla mancata qualificazione all'campionato d'Europa 2008. Ad accompagnarlo era uno staff interamente italiano, con Italo Galbiati allenatore in seconda. Dopo una serie di amichevoli, affrontò il primo banco di prova con le eliminatorie del campionato del mondo 2010: una striscia di 8 vittorie consecutive assicurò ai britannici la qualificazione per il torneo. Grazie ai risultati ottenuti Capello fu nominato — dopo Vicente del Bosque — il secondo miglior commissario tecnico del 2009, in base alla classifica stilata dall'IFFHS. Dopo aver passato il girone come seconda in classifica alle spalle degli Stati Uniti e davanti a Slovenia e Algeria, la rassegna iridata si concluse per i Leoni negli ottavi di finale con la sconfitta per 4-1 contro la Germania.
Confermato in panchina, il tecnico friulano condusse gli inglesi a qualificarsi – da imbattuti – al campionato d'Europa 2012. Nel febbraio precedente il tecnico rassegnò tuttavia le proprie dimissioni, in seguito alla scelta della FA di destituire John Terry dei gradi di capitano per il comportamento razzista di quest'ultimo verso Anton Ferdinand.

#### Nazionale russa

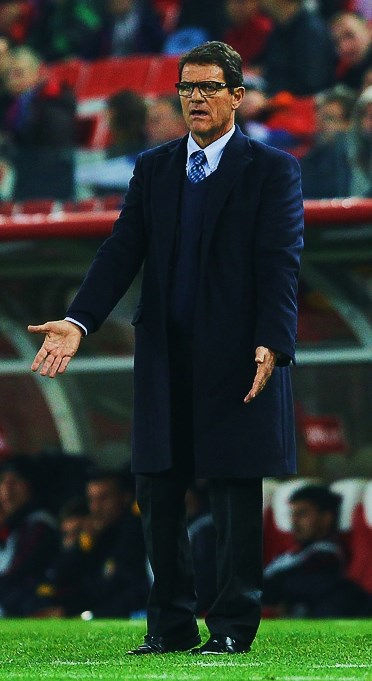
Capello sulla panchina russa nel 2014

Nell'estate 2012 divenne il commissario tecnico della nazionale russa. L'esordio avvenne il 15 agosto, con un pareggio nell'amichevole contro l'Uruguay. Nell'autunno 2013 la selezione russa conquistò l'accesso diretto al campionato del mondo 2014, costringendo il Portogallo agli spareggi.
La fase finale in Brasile si concluse però in breve tempo per la squadra, con l'immediata eliminazione nella fase a gruppi: la sconfitta col Belgio condannò i russi al terzo posto, con due punti in classifica (per via dei pareggi con Corea del Sud e Algeria). Nonostante l'iniziale conferma giunta dalla Federazione locale, nell'estate 2015 il contratto venne risolto.

#### Jiangsu Suning

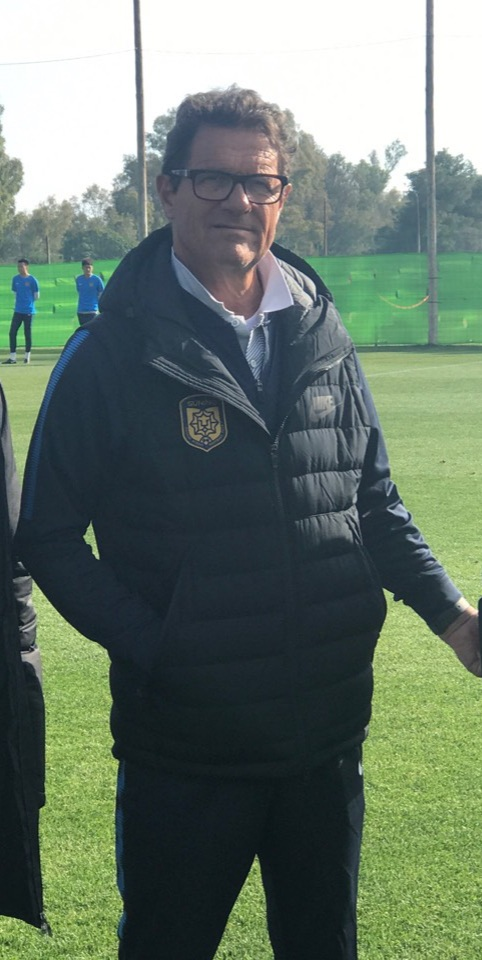
Capello, tecnico del, in occasione di un'amichevole contro il nel 2018.

L'11 giugno 2017 venne annunciato ufficialmente come nuovo tecnico dello Jiangsu Suning, squadra di proprietà del gruppo Suning; lo staff tecnico era completato da Gianluca Zambrotta e Cristian Brocchi come assistenti, Franco Tancredi come preparatore dei portieri e Gian Piero Ventrone come preparatore atletico. Esordì nella sconfitta interna per 1-0 contro il Changchun Yatai. Dopo appena un mese alla guida del club cinese venne eliminato al quinto turno della Coppa della Cina dal Shanghai Shenxin. In campionato condusse la squadra al dodicesimo posto e centrò una sofferta salvezza. Il 28 marzo 2018, dopo appena 3 partite di campionato (in cui aveva totalizzato una vittoria e 2 sconfitte), rescisse consensualmente il contratto.
Dopo la risoluzione del contratto con lo Jiangsu Suning, il 9 aprile 2018 annunciò il proprio ritiro da allenatore dopo 37 anni di carriera.

### Dopo il ritiro
In parallelo alla carriera in panchina, Capello ha intrapreso anche l'attività di commentatore televisivo: l'esordio fu nel 1983 a Telemontecarlo dove, alternandosi con Altafini e Bulgarelli, affiancava Luigi Colombo. Ha poi svolto tale incarico anche per Fininvest e Tele Capodistria. Durante la stagione 1998-99 collaborò con Bruno Pizzul per le gare della nazionale italiana, ruolo svolto anche nel periodo precedente l'esperienza inglese.
Dal 2013 al 2018 è stato opinionista per Fox Sports, passando poi a Sky Sport.

## Controversie
Nell'estate 1994 fu interrogato per il presunto coinvolgimento in una combine, dopo che la sconfitta casalinga del Milan contro la Reggiana (all'ultimo turno di campionato) aveva consentito ai reggiani di salvarsi, causando contestualmente la retrocessione del Piacenza. Nei mesi successivi, dopo un'altra gara con i reggiani, fu squalificato per una giornata per accuse di parzialità rivolte all'arbitro Loris Stafoggia.
Durante il periodo alla Juventus, di comune accordo con la società, vietò ai propri calciatori di interrompere il gioco per consentire le cure mediche agli avversari infortunati, ritenendo che questi potessero trarne un vantaggio illecito.
Nel gennaio 2007 mostrò il dito medio ai tifosi del Real Madrid, la cui dirigenza non accettò le scuse, multando l'allenatore. Poche settimane dopo ringraziò le frange più estreme del tifo madrileno per non averlo contestato, subendo un richiamo dalla Federazione.
Indagato per evasione fiscale nel gennaio 2008, nella primavera seguente venne accusato di falsa testimonianza circa il processo di Calciopoli.

## Statistiche

### Presenze e reti nei club
| Stagione        | Squadra         | Campionato      | Campionato | Campionato | Coppe nazionali | Coppe nazionali | Coppe nazionali | Coppe continentali | Coppe continentali | Coppe continentali | Altre coppe | Altre coppe | Altre coppe | Totale | Totale |
| Stagione        | Squadra         | Comp            | Pres       | Reti       | Comp            | Pres            | Reti            | Comp               | Pres               | Reti               | Comp        | Pres        | Reti        | Pres   | Reti   |
| --------------- | --------------- | --------------- | ---------- | ---------- | --------------- | --------------- | --------------- | ------------------ | ------------------ | ------------------ | ----------- | ----------- | ----------- | ------ | ------ |
| 1963-1964       | SPAL            | A               | 4          | 0          | CI              | 0               | 0               | -                  | -                  | -                  | -           | -           | -           | 4      | 0      |
| 1964-1965       | SPAL            | B               | 9          | 0          | CI              | 1               | 0               | -                  | -                  | -                  | -           | -           | -           | 10     | 0      |
| 1965-1966       | SPAL            | A               | 20         | 1          | CI              | 3               | 0               | -                  | -                  | -                  | -           | -           | -           | 23     | 1      |
| 1966-1967       | SPAL            | A               | 16         | 2          | CI              | 1               | 1               | -                  | -                  | -                  | -           | -           | -           | 17     | 3      |
| Totale SPAL     | Totale SPAL     | Totale SPAL     | 49         | 3          |                 | 5               | 1               |                    | -                  | -                  |             | -           | -           | 54     | 4      |
| 1967-1968       | Roma            | A               | 11         | 1          | CI              | 1               | 0               | -                  | -                  | -                  | CM+CdA      | 0           | 0           | 12     | 1      |
| 1968-1969       | Roma            | A               | 25         | 6          | CI              | 8               | 4               | -                  | -                  | -                  | -           | -           | -           | 33     | 10     |
| 1969-1970       | Roma            | A               | 26         | 4          | CI              | 5               | 0               | CdC                | 8                  | 3                  | CdL+CAI     | 2+4         | 0+0         | 45     | 7      |
| Totale Roma     | Totale Roma     | Totale Roma     | 62         | 11         |                 | 14              | 4               |                    | 8                  | 3                  |             | 6           | 0           | 90     | 18     |
| 1970-1971       | Juventus        | A               | 27         | 5          | CI              | 2               | 0               | CdF                | 11                 | 3                  | TP          | 1           | 0           | 41     | 8      |
| 1971-1972       | Juventus        | A               | 29         | 9          | CI              | 9               | 3               | CU                 | 7                  | 1                  | -           | -           | -           | 45     | 13     |
| 1972-1973       | Juventus        | A               | 27         | 3          | CI              | 9               | 2               | CC                 | 9                  | 0                  | -           | -           | -           | 45     | 5      |
| 1973-1974       | Juventus        | A               | 27         | 4          | CI              | 8               | 0               | CC                 | 2                  | 0                  | -           | -           | -           | 37     | 4      |
| 1974-1975       | Juventus        | A               | 28         | 3          | CI              | 6               | 1               | CU                 | 9                  | 2                  | -           | -           | -           | 43     | 6      |
| 1975-1976       | Juventus        | A               | 27         | 3          | CI              | 1               | 2               | CC                 | 1                  | 0                  | -           | -           | -           | 29     | 5      |
| Totale Juventus | Totale Juventus | Totale Juventus | 165        | 27         |                 | 35              | 8               |                    | 39                 | 6                  |             | 1           | 0           | 240    | 41     |
| 1976-1977       | Milan           | A               | 26         | 1          | CI              | 6               | 0               | CU                 | 5                  | 3                  | -           | -           | -           | 37     | 4      |
| 1977-1978       | Milan           | A               | 28         | 3          | CI              | 5               | 0               | CdC                | 2                  | 1                  | -           | -           | -           | 35     | 4      |
| 1978-1979       | Milan           | A               | 8          | 0          | CI              | 0               | 0               | CU                 | 3                  | 0                  | -           | -           | -           | 11     | 0      |
| 1979-1980       | Milan           | A               | 3          | 0          | CI              | 1               | 1               | CC                 | 0                  | 0                  | -           | -           | -           | 4      | 1      |
| Totale Milan    | Totale Milan    | Totale Milan    | 65         | 4          |                 | 12              | 1               |                    | 10                 | 4                  |             | -           | -           | 87     | 9      |
| Totale carriera | Totale carriera | Totale carriera | 341        | 45         |                 | 66              | 14              |                    | 57                 | 13                 |             | 7           | 0           | 471    | 72     |

### Cronologia presenze e reti in nazionale
| Cronologia completa delle presenze e delle reti in nazionale ― Italia | Cronologia completa delle presenze e delle reti in nazionale ― Italia | Cronologia completa delle presenze e delle reti in nazionale ― Italia | Cronologia completa delle presenze e delle reti in nazionale ― Italia | Cronologia completa delle presenze e delle reti in nazionale ― Italia | Cronologia completa delle presenze e delle reti in nazionale ― Italia | Cronologia completa delle presenze e delle reti in nazionale ― Italia | Cronologia completa delle presenze e delle reti in nazionale ― Italia |
| Data                                                                  | Città                                                                 | In casa                                                               | Risultato                                                             | Ospiti                                                                | Competizione                                                          | Reti                                                                  | Note                                                                  |
| --------------------------------------------------------------------- | --------------------------------------------------------------------- | --------------------------------------------------------------------- | --------------------------------------------------------------------- | --------------------------------------------------------------------- | --------------------------------------------------------------------- | --------------------------------------------------------------------- | --------------------------------------------------------------------- |
| 13-5-1972                                                             | Bruxelles                                                             | Belgio                                                                | 2 – 1                                                                 | Italia                                                                | Qual. Euro 1972                                                       | -                                                                     | 46’                                                                   |
| 17-6-1972                                                             | Bucarest                                                              | Romania                                                               | 3 – 3                                                                 | Italia                                                                | Amichevole                                                            | -                                                                     |                                                                       |
| 21-6-1972                                                             | Sofia                                                                 | Bulgaria                                                              | 1 – 1                                                                 | Italia                                                                | Amichevole                                                            | -                                                                     |                                                                       |
| 20-9-1972                                                             | Torino                                                                | Italia                                                                | 3 – 1                                                                 | Jugoslavia                                                            | Amichevole                                                            | -                                                                     | 72’                                                                   |
| 7-10-1972                                                             | Lussemburgo                                                           | Lussemburgo                                                           | 0 – 4                                                                 | Italia                                                                | Qual. Mondiali 1974                                                   | 1                                                                     |                                                                       |
| 21-10-1972                                                            | Berna                                                                 | Svizzera                                                              | 0 – 0                                                                 | Italia                                                                | Qual. Mondiali 1974                                                   | -                                                                     |                                                                       |
| 13-1-1973                                                             | Napoli                                                                | Italia                                                                | 0 – 0                                                                 | Turchia                                                               | Qual. Mondiali 1974                                                   | -                                                                     |                                                                       |
| 25-2-1973                                                             | Istanbul                                                              | Turchia                                                               | 0 – 1                                                                 | Italia                                                                | Qual. Mondiali 1974                                                   | -                                                                     |                                                                       |
| 31-3-1973                                                             | Genova                                                                | Italia                                                                | 5 – 0                                                                 | Lussemburgo                                                           | Qual. Mondiali 1974                                                   | -                                                                     |                                                                       |
| 9-6-1973                                                              | Roma                                                                  | Italia                                                                | 2 – 0                                                                 | Brasile                                                               | Amichevole                                                            | 1                                                                     |                                                                       |
| 14-6-1973                                                             | Torino                                                                | Italia                                                                | 2 – 0                                                                 | Inghilterra                                                           | Amichevole                                                            | 1                                                                     |                                                                       |
| 29-9-1973                                                             | Milano                                                                | Italia                                                                | 2 – 0                                                                 | Svezia                                                                | Amichevole                                                            | -                                                                     |                                                                       |
| 20-10-1973                                                            | Roma                                                                  | Italia                                                                | 2 – 0                                                                 | Svizzera                                                              | Qual. Mondiali 1974                                                   | -                                                                     |                                                                       |
| 14-11-1973                                                            | Londra                                                                | Inghilterra                                                           | 0 – 1                                                                 | Italia                                                                | Amichevole                                                            | 1                                                                     |                                                                       |
| 26-2-1974                                                             | Roma                                                                  | Italia                                                                | 0 – 0                                                                 | Germania Ovest                                                        | Amichevole                                                            | -                                                                     | 87’                                                                   |
| 8-6-1974                                                              | Vienna                                                                | Austria                                                               | 0 – 0                                                                 | Italia                                                                | Amichevole                                                            | -                                                                     |                                                                       |
| 15-6-1974                                                             | Monaco                                                                | Italia                                                                | 3 – 1                                                                 | Haiti                                                                 | Mondiali 1974 - 1º turno                                              | -                                                                     |                                                                       |
| 19-6-1974                                                             | Stoccarda                                                             | Italia                                                                | 1 – 1                                                                 | Argentina                                                             | Mondiali 1974 - 1º turno                                              | -                                                                     |                                                                       |
| 23-6-1974                                                             | Stoccarda                                                             | Polonia                                                               | 2 – 1                                                                 | Italia                                                                | Mondiali 1974 - 1º turno                                              | 1                                                                     |                                                                       |
| 28-9-1974                                                             | Zagabria                                                              | Jugoslavia                                                            | 1 – 0                                                                 | Italia                                                                | Amichevole                                                            | -                                                                     |                                                                       |
| 5-6-1975                                                              | Helsinki                                                              | Finlandia                                                             | 0 – 1                                                                 | Italia                                                                | Qual. Euro 1976                                                       | -                                                                     |                                                                       |
| 8-6-1975                                                              | Mosca                                                                 | Unione Sovietica                                                      | 1 – 0                                                                 | Italia                                                                | Amichevole                                                            | -                                                                     | 36’                                                                   |
| 22-11-1975                                                            | Roma                                                                  | Italia                                                                | 1 – 0                                                                 | Paesi Bassi                                                           | Qual. Euro 1976                                                       | 1                                                                     |                                                                       |
| 30-12-1975                                                            | Firenze                                                               | Italia                                                                | 3 – 2                                                                 | Grecia                                                                | Amichevole                                                            | -                                                                     |                                                                       |
| 23-5-1976                                                             | Washington                                                            | Stati Uniti League XI                                                 | 0 – 4                                                                 | Italia                                                                | Torneo del Bicentenario                                               | 1                                                                     |                                                                       |
| 28-5-1976                                                             | New York                                                              | Inghilterra                                                           | 3 – 2                                                                 | Italia                                                                | Torneo del Bicentenario                                               | -                                                                     |                                                                       |
| 31-5-1976                                                             | New Haven                                                             | Brasile                                                               | 4 – 1                                                                 | Italia                                                                | Torneo del Bicentenario                                               | 1                                                                     | 41’                                                                   |
| 22-9-1976                                                             | Copenaghen                                                            | Danimarca                                                             | 0 – 1                                                                 | Italia                                                                | Amichevole                                                            | -                                                                     |                                                                       |
| 25-9-1976                                                             | Roma                                                                  | Italia                                                                | 3 – 0                                                                 | Jugoslavia                                                            | Amichevole                                                            | -                                                                     |                                                                       |
| 16-10-1976                                                            | Lussemburgo                                                           | Lussemburgo                                                           | 1 – 4                                                                 | Italia                                                                | Qual. Mondiali 1978                                                   | -                                                                     |                                                                       |
| 17-11-1976                                                            | Roma                                                                  | Italia                                                                | 2 – 0                                                                 | Inghilterra                                                           | Qual. Mondiali 1978                                                   | -                                                                     |                                                                       |
| 22-12-1976                                                            | Lisbona                                                               | Portogallo                                                            | 2 – 1                                                                 | Italia                                                                | Amichevole                                                            | -                                                                     | 59’                                                                   |
| Totale                                                                |                                                                       | Presenze (76º posto)                                                  | 32                                                                    |                                                                       | Reti (39º posto)                                                      | 8                                                                     |                                                                       |

### Statistiche da allenatore

#### Club
In grassetto le competizioni vinte.
| Stagione              | Squadra               | Campionato            | Campionato | Campionato | Campionato | Campionato | Coppe nazionali | Coppe nazionali | Coppe nazionali | Coppe nazionali | Coppe nazionali | Coppe continentali | Coppe continentali | Coppe continentali | Coppe continentali | Coppe continentali | Altre coppe | Altre coppe | Altre coppe | Altre coppe | Altre coppe | Totale | Totale | Totale | Totale | % Vittorie | Piazzamento |
| Stagione              | Squadra               | Comp                  | G          | V          | N          | P          | Comp            | G               | V               | N               | P               | Comp               | G                  | V                  | N                  | P                  | Comp        | G           | V           | N           | P           | G      | V      | N      | P      | %          | Piazzamento |
| --------------------- | --------------------- | --------------------- | ---------- | ---------- | ---------- | ---------- | --------------- | --------------- | --------------- | --------------- | --------------- | ------------------ | ------------------ | ------------------ | ------------------ | ------------------ | ----------- | ----------- | ----------- | ----------- | ----------- | ------ | ------ | ------ | ------ | ---------- | ----------- |
| apr.-giu. 1987        | Milan                 | A                     | 5+1        | 2+1        | 2+0        | 1+0        | CI              | 1               | 0               | 1               | 0               | -                  | -                  | -                  | -                  | -                  | -           | -           | -           | -           | -           | 7      | 3      | 3      | 1      | 42,86      | Sub. 5º     |
| 1991-1992             | Milan                 | A                     | 34         | 22         | 12         | 0          | CI              | 8               | 3               | 4               | 1               | -                  | -                  | -                  | -                  | -                  | -           | -           | -           | -           | -           | 42     | 25     | 16     | 1      | 59,52      | 1º          |
| 1992-1993             | Milan                 | A                     | 34         | 18         | 14         | 2          | CI              | 8               | 5               | 2               | 1               | UCL                | 11                 | 10                 | 0                  | 1                  | SI          | 1           | 1           | 0           | 0           | 54     | 34     | 16     | 4      | 62,96      | 1º          |
| 1993-1994             | Milan                 | A                     | 34         | 19         | 12         | 3          | CI              | 4               | 1               | 2               | 1               | UCL                | 12                 | 7                  | 5                  | 0                  | SI+SU+CInt  | 1+2+1       | 1+1+0       | 0+0+0       | 0+1+1       | 54     | 29     | 19     | 6      | 53,70      | 1º          |
| 1994-1995             | Milan                 | A                     | 34         | 17         | 9          | 8          | CI              | 4               | 1               | 0               | 3               | UCL                | 11                 | 6                  | 2                  | 3                  | SI+SU+CInt  | 1+2+1       | 0+1+0       | 1+1+0       | 0+0+1       | 53     | 25     | 13     | 15     | 47,17      | 4º          |
| 1995-1996             | Milan                 | A                     | 34         | 21         | 10         | 3          | CI              | 4               | 2               | 2               | 0               | CU                 | 8                  | 6                  | 1                  | 1                  | -           | -           | -           | -           | -           | 46     | 29     | 13     | 4      | 63,04      | 1º          |
| 1996-1997             | Real Madrid           | PD                    | 42         | 27         | 11         | 4          | CR              | 6               | 4               | 1               | 1               | -                  | -                  | -                  | -                  | -                  | -           | -           | -           | -           | -           | 48     | 31     | 12     | 5      | 64,58      | 1º          |
| 1997-1998             | Milan                 | A                     | 34         | 11         | 11         | 12         | CI              | 10              | 5               | 3               | 2               | -                  | -                  | -                  | -                  | -                  | -           | -           | -           | -           | -           | 44     | 16     | 14     | 14     | 36,36      | 10º         |
| Totale Milan          | Totale Milan          | Totale Milan          | 209+1      | 110+1      | 70+0       | 29+0       |                 | 39              | 17              | 14              | 8               |                    | 42                 | 29                 | 8                  | 5                  |             | 9           | 4           | 2           | 3           | 300    | 161    | 94     | 45     | 53,67      |             |
| 1999-2000             | Roma                  | A                     | 34         | 14         | 12         | 8          | CI              | 4               | 1               | 0               | 3               | CU                 | 8                  | 4                  | 2                  | 2                  | -           | -           | -           | -           | -           | 46     | 19     | 14     | 13     | 41,30      | 6º          |
| 2000-2001             | Roma                  | A                     | 34         | 22         | 9          | 3          | CI              | 2               | 0               | 1               | 1               | CU                 | 8                  | 6                  | 1                  | 1                  | -           | -           | -           | -           | -           | 44     | 28     | 11     | 5      | 63,64      | 1º          |
| 2001-2002             | Roma                  | A                     | 34         | 19         | 13         | 2          | CI              | 4               | 1               | 0               | 3               | UCL                | 12                 | 3                  | 7                  | 2                  | SI          | 1           | 1           | 0           | 0           | 51     | 24     | 20     | 7      | 47,06      | 2º          |
| 2002-2003             | Roma                  | A                     | 34         | 13         | 10         | 11         | CI              | 8               | 4               | 3               | 1               | UCL                | 12                 | 3                  | 5                  | 4                  | -           | -           | -           | -           | -           | 54     | 20     | 18     | 16     | 37,04      | 8º          |
| 2003-2004             | Roma                  | A                     | 34         | 21         | 8          | 5          | CI              | 4               | 2               | 0               | 2               | CU                 | 8                  | 4                  | 2                  | 2                  | -           | -           | -           | -           | -           | 46     | 27     | 10     | 9      | 58,70      | 2º          |
| Totale Roma           | Totale Roma           | Totale Roma           | 170        | 89         | 52         | 29         |                 | 22              | 8               | 4               | 10              |                    | 48                 | 20                 | 17                 | 11                 |             | 1           | 1           | 0           | 0           | 241    | 118    | 73     | 50     | 48,96      |             |
| 2004-2005             | Juventus              | A                     | 38         | 26         | 8          | 4          | CI              | 2               | 0               | 1               | 1               | UCL                | 12                 | 7                  | 3                  | 2                  | -           | -           | -           | -           | -           | 52     | 33     | 12     | 7      | 63,46      | 1º          |
| 2005-2006             | Juventus              | A                     | 38         | 27         | 10         | 1          | CI              | 4               | 2               | 1               | 1               | UCL                | 10                 | 6                  | 1                  | 3                  | SI          | 1           | 0           | 0           | 1           | 53     | 35     | 12     | 6      | 66,04      | 1º          |
| Totale Juventus       | Totale Juventus       | Totale Juventus       | 76         | 53         | 18         | 5          |                 | 6               | 2               | 2               | 2               |                    | 22                 | 13                 | 4                  | 5                  |             | 1           | 0           | 0           | 1           | 105    | 68     | 24     | 13     | 64,76      |             |
| 2006-2007             | Real Madrid           | PD                    | 38         | 23         | 7          | 8          | CR              | 4               | 1               | 3               | 0               | UCL                | 8                  | 4                  | 2                  | 2                  | -           | -           | -           | -           | -           | 50     | 28     | 12     | 10     | 56,00      | 1º          |
| Totale Real Madrid    | Totale Real Madrid    | Totale Real Madrid    | 80         | 50         | 18         | 12         |                 | 10              | 5               | 4               | 1               |                    | 8                  | 4                  | 2                  | 2                  |             | -           | -           | -           | -           | 98     | 59     | 24     | 15     | 60,20      |             |
| giu.-nov. 2017        | Jiangsu Suning        | CSL                   | 18         | 6          | 6          | 6          | CdC             | 3               | 1               | 1               | 1               | ACL                | -                  | -                  | -                  | -                  | SC          | -           | -           | -           | -           | 21     | 7      | 7      | 7      | 33,33      | Sub. 12º    |
| 2018                  | Jiangsu Suning        | CSL                   | 3          | 1          | 0          | 2          | CdC             | 0               | 0               | 0               | 0               | -                  | -                  | -                  | -                  | -                  | -           | -           | -           | -           | -           | 3      | 1      | 0      | 2      | 33,33      | Resc. cons. |
| Totale Jiangsu Suning | Totale Jiangsu Suning | Totale Jiangsu Suning | 21         | 7          | 6          | 8          |                 | 3               | 1               | 1               | 1               |                    | -                  | -                  | -                  |                    | -           | -           | -           | -           | -           | 24     | 8      | 7      | 9      | 33,33      |             |
| Totale carriera       | Totale carriera       | Totale carriera       | 557        | 310        | 164        | 83         |                 | 80              | 33              | 25              | 22              |                    | 120                | 66                 | 31                 | 23                 |             | 11          | 5           | 2           | 4           | 768    | 414    | 222    | 132    | 53,91      |             |

#### Nazionale inglese nel dettaglio
| 2008               | Inghilterra        | Qual. Mondiale 2010 | 1º nel Gruppo 6, qualificato | 4  | 4  | 0 | 0 | 100,00& | 14 | 3  | +11 |
| 2009               | Inghilterra        | Qual. Mondiale 2010 | 1º nel Gruppo 6, qualificato | 6  | 5  | 0 | 1 | 83,33   | 20 | 3  | +17 |
| 2010               | Inghilterra        | Mondiale 2010       | Ottavi di finale             | 4  | 1  | 2 | 1 | 25,00   | 3  | 5  | -2  |
| 2011               | Inghilterra        | Qual. Europeo 2012  | 1º nel Gruppo G, qualificato | 8  | 5  | 3 | 0 | 62,50   | 17 | 5  | +12 |
| Dal 2008 al 2011   | Inghilterra        | Amichevoli          |                              | 20 | 13 | 3 | 4 | 65,00   | 35 | 19 | +16 |
| Totale Inghilterra | Totale Inghilterra | Totale Inghilterra  | Totale Inghilterra           | 42 | 28 | 8 | 6 | 66,67   | 89 | 35 | +54 |

#### Panchine da commissario tecnico della nazionale inglese
| Cronologia completa delle presenze e delle reti in nazionale ― Inghilterra | Cronologia completa delle presenze e delle reti in nazionale ― Inghilterra | Cronologia completa delle presenze e delle reti in nazionale ― Inghilterra | Cronologia completa delle presenze e delle reti in nazionale ― Inghilterra | Cronologia completa delle presenze e delle reti in nazionale ― Inghilterra | Cronologia completa delle presenze e delle reti in nazionale ― Inghilterra | Cronologia completa delle presenze e delle reti in nazionale ― Inghilterra | Cronologia completa delle presenze e delle reti in nazionale ― Inghilterra |
| Data                                                                       | Città                                                                      | In casa                                                                    | Risultato                                                                  | Ospiti                                                                     | Competizione                                                               | Reti                                                                       | Note                                                                       |
| -------------------------------------------------------------------------- | -------------------------------------------------------------------------- | -------------------------------------------------------------------------- | -------------------------------------------------------------------------- | -------------------------------------------------------------------------- | -------------------------------------------------------------------------- | -------------------------------------------------------------------------- | -------------------------------------------------------------------------- |
| 6-2-2008                                                                   | Londra                                                                     | Inghilterra                                                                | 2 – 1                                                                      | Svizzera                                                                   | Amichevole                                                                 | Jermaine Jenas Shaun Wright-Phillips                                       | Cap: S. Gerrard                                                            |
| 26-3-2008                                                                  | Saint-Denis                                                                | Francia                                                                    | 1 – 0                                                                      | Inghilterra                                                                | Amichevole                                                                 | -                                                                          | Cap: R. Ferdinand                                                          |
| 28-5-2008                                                                  | Londra                                                                     | Inghilterra                                                                | 2 – 0                                                                      | Stati Uniti                                                                | Amichevole                                                                 | John Terry Steven Gerrard                                                  | Cap: J. Terry                                                              |
| 1-6-2008                                                                   | Port of Spain                                                              | Trinidad e Tobago                                                          | 0 – 3                                                                      | Inghilterra                                                                | Amichevole                                                                 | Gareth Barry 2 Jermain Defoe                                               | Cap: D. Beckham                                                            |
| 20-8-2008                                                                  | Londra                                                                     | Inghilterra                                                                | 2 – 2                                                                      | Rep. Ceca                                                                  | Amichevole                                                                 | Wes Brown Joe Cole                                                         | Cap: J. Terry                                                              |
| 6-9-2008                                                                   | Barcellona                                                                 | Andorra                                                                    | 0 – 2                                                                      | Inghilterra                                                                | Qual. Mondiali 2010                                                        | 2 Joe Cole                                                                 | Cap: J. Terry                                                              |
| 10-9-2008                                                                  | Zagabria                                                                   | Croazia                                                                    | 1 – 4                                                                      | Inghilterra                                                                | Qual. Mondiali 2010                                                        | 3 Theo Walcott Wayne Rooney                                                | Cap: J. Terry                                                              |
| 11-10-2008                                                                 | Londra                                                                     | Inghilterra                                                                | 5 – 1                                                                      | Kazakistan                                                                 | Qual. Mondiali 2010                                                        | 2 Wayne Rooney Rio Ferdinand autorete Jermain Defoe                        | Cap: R. Ferdinand                                                          |
| 15-10-2008                                                                 | Minsk                                                                      | Bielorussia                                                                | 1 – 3                                                                      | Inghilterra                                                                | Qual. Mondiali 2010                                                        | Steven Gerrard 2 Wayne Rooney                                              | Cap: R. Ferdinand                                                          |
| 19-11-2008                                                                 | Berlino                                                                    | Germania                                                                   | 1 – 2                                                                      | Inghilterra                                                                | Amichevole                                                                 | Matthew Upson John Terry                                                   | Cap: J. Terry                                                              |
| 11-2-2009                                                                  | Siviglia                                                                   | Spagna                                                                     | 2 – 0                                                                      | Inghilterra                                                                | Amichevole                                                                 | -                                                                          | Cap: J. Terry                                                              |
| 28-3-2009                                                                  | Londra                                                                     | Inghilterra                                                                | 4 – 0                                                                      | Slovacchia                                                                 | Amichevole                                                                 | Emile Heskey 2 Wayne Rooney Frank Lampard                                  | Cap: J. Terry                                                              |
| 1-4-2009                                                                   | Londra                                                                     | Inghilterra                                                                | 2 – 1                                                                      | Ucraina                                                                    | Qual. Mondiali 2010                                                        | Peter Crouch John Terry                                                    | Cap: J. Terry                                                              |
| 6-6-2009                                                                   | Almaty                                                                     | Kazakistan                                                                 | 0 – 4                                                                      | Inghilterra                                                                | Qual. Mondiali 2010                                                        | Gareth Barry Emile Heskey Wayne Rooney Frank Lampard (rig.)                | Cap: J. Terry                                                              |
| 10-6-2009                                                                  | Londra                                                                     | Inghilterra                                                                | 6 – 0                                                                      | Andorra                                                                    | Qual. Mondiali 2010                                                        | 2 Wayne Rooney Frank Lampard 2 Jermain Defoe Peter Crouch                  | Cap: J. Terry                                                              |
| 12-8-2009                                                                  | Amsterdam                                                                  | Paesi Bassi                                                                | 2 – 2                                                                      | Inghilterra                                                                | Amichevole                                                                 | 2 Jermain Defoe                                                            | Cap: J. Terry                                                              |
| 5-9-2009                                                                   | Londra                                                                     | Inghilterra                                                                | 2 – 1                                                                      | Slovenia                                                                   | Amichevole                                                                 | Frank Lampard Jermain Defoe                                                | Cap: J. Terry                                                              |
| 9-9-2009                                                                   | Londra                                                                     | Inghilterra                                                                | 5 – 1                                                                      | Croazia                                                                    | Qual. Mondiali 2010                                                        | 2 Frank Lampard (1 rig.) 2 Steven Gerrard Wayne Rooney                     | Cap: J. Terry                                                              |
| 10-10-2009                                                                 | Dnipropetrovs'k                                                            | Ucraina                                                                    | 1 – 0                                                                      | Inghilterra                                                                | Qual. Mondiali 2010                                                        | -                                                                          | Cap: J. Terry                                                              |
| 14-10-2009                                                                 | Londra                                                                     | Inghilterra                                                                | 3 – 0                                                                      | Bielorussia                                                                | Qual. Mondiali 2010                                                        | 2 Peter Crouch Shaun Wright-Phillips                                       | Cap: J. Terry                                                              |
| 14-11-2009                                                                 | Doha                                                                       | Brasile                                                                    | 1 – 0                                                                      | Inghilterra                                                                | Amichevole                                                                 | -                                                                          | Cap: W. Rooney.                                                            |
| 3-3-2010                                                                   | Londra                                                                     | Inghilterra                                                                | 3 – 1                                                                      | Egitto                                                                     | Amichevole                                                                 | 2 Peter Crouch Shaun Wright-Phillips                                       | Cap: S. Gerrard                                                            |
| 24-5-2010                                                                  | Londra                                                                     | Inghilterra                                                                | 3 – 1                                                                      | Messico                                                                    | Amichevole                                                                 | Ledley King Peter Crouch Glen Johnson                                      | Cap: R. Ferdinand                                                          |
| 30-5-2010                                                                  | Graz                                                                       | Giappone                                                                   | 1 – 2                                                                      | Inghilterra                                                                | Amichevole                                                                 | 2 autorete                                                                 | Cap: R. Ferdinand                                                          |
| 12-6-2010                                                                  | Rustenburg                                                                 | Stati Uniti                                                                | 1 – 1                                                                      | Inghilterra                                                                | Mondiali 2010 - Fase a gironi                                              | Steven Gerrard                                                             | Cap: S. Gerrard                                                            |
| 18-6-2010                                                                  | Città del Capo                                                             | Algeria                                                                    | 0 – 0                                                                      | Inghilterra                                                                | Mondiali 2010 - Fase a gironi                                              | -                                                                          | Cap: S. Gerrard                                                            |
| 23-6-2010                                                                  | Port Elizabeth                                                             | Inghilterra                                                                | 1 – 0                                                                      | Slovenia                                                                   | Mondiali 2010 - Fase a gironi                                              | Jermain Defoe                                                              | Cap: S. Gerrard                                                            |
| 27-6-2010                                                                  | Bloemfontein                                                               | Inghilterra                                                                | 1 – 4                                                                      | Germania                                                                   | Mondiali 2010 - Ottavi di finale                                           | Matthew Upson                                                              | Cap: S. Gerrard                                                            |
| 11-8-2010                                                                  | Londra                                                                     | Inghilterra                                                                | 2 – 1                                                                      | Ungheria                                                                   | Amichevole                                                                 | 2 Steven Gerrard                                                           | Cap: S. Gerrard                                                            |
| 3-9-2010                                                                   | Londra                                                                     | Inghilterra                                                                | 4 – 0                                                                      | Bulgaria                                                                   | Qual. Euro 2012                                                            | 3 Jermain Defoe Adam Johnson                                               | Cap: S. Gerrard                                                            |
| 7-9-2010                                                                   | Basilea                                                                    | Svizzera                                                                   | 1 – 3                                                                      | Inghilterra                                                                | Qual. Euro 2012                                                            | Wayne Rooney Adam Johnson Darren Bent                                      | Cap: S. Gerrard                                                            |
| 12-10-2010                                                                 | Londra                                                                     | Inghilterra                                                                | 0 – 0                                                                      | Montenegro                                                                 | Qual. Euro 2012                                                            | -                                                                          | Cap: R. Ferdinand                                                          |
| 17-11-2010                                                                 | Londra                                                                     | Inghilterra                                                                | 1 – 2                                                                      | Francia                                                                    | Amichevole                                                                 | -                                                                          | Cap: R. Ferdinand                                                          |
| 9-2-2011                                                                   | Copenaghen                                                                 | Danimarca                                                                  | 1 – 2                                                                      | Inghilterra                                                                | Amichevole                                                                 | Darren Bent Ashley Young                                                   | Cap: F. Lampard                                                            |
| 26-3-2011                                                                  | Cardiff                                                                    | Galles                                                                     | 0 – 2                                                                      | Inghilterra                                                                | Qual. Euro 2012                                                            | Frank Lampard Darren Bent                                                  | Cap: J. Terry                                                              |
| 29-3-2011                                                                  | Londra                                                                     | Inghilterra                                                                | 1 – 1                                                                      | Ghana                                                                      | Amichevole                                                                 | Andy Carroll                                                               | G. Barry                                                                   |
| 4-6-2011                                                                   | Londra                                                                     | Inghilterra                                                                | 2 – 2                                                                      | Svizzera                                                                   | Qual. Euro 2012                                                            | Frank Lampard (rig.) Ashley Young                                          | Cap: J. Terry                                                              |
| 2-9-2011                                                                   | Sofia                                                                      | Bulgaria                                                                   | 0 – 3                                                                      | Inghilterra                                                                | Qual. Euro 2012                                                            | Gary Cahill 2 Wayne Rooney                                                 | Cap: J. Terry                                                              |
| 6-9-2011                                                                   | Londra                                                                     | Inghilterra                                                                | 1 – 0                                                                      | Galles                                                                     | Qual. Euro 2012                                                            | Ashley Young                                                               | Cap: J. Terry                                                              |
| 7-10-2011                                                                  | Podgorica                                                                  | Montenegro                                                                 | 2 – 2                                                                      | Inghilterra                                                                | Qual. Euro 2012                                                            | Ashley Young Darren Bent                                                   | Cap: J. Terry                                                              |
| 12-11-2011                                                                 | Londra                                                                     | Inghilterra                                                                | 1 – 0                                                                      | Spagna                                                                     | Amichevole                                                                 | Frank Lampard                                                              | Cap: F. Lampard                                                            |
| 15-11-2011                                                                 | Londra                                                                     | Inghilterra                                                                | 1 – 0                                                                      | Svezia                                                                     | Amichevole                                                                 | Gareth Barry                                                               | Cap: G. Barry                                                              |
| Totale                                                                     |                                                                            | Presenze                                                                   | 42                                                                         |                                                                            | Reti                                                                       | 89                                                                         |                                                                            |

#### Nazionale russa nel dettaglio
| 2012             | Russia        | Qual. Mondiale 2014 | 1º nel Gruppo F, qualificato   | 4  | 4  | 0  | 0 | 100,00& | 8  | 0  | +8  |
| 2013             | Russia        | Qual. Mondiale 2014 | 1º nel Gruppo F, qualificato   | 6  | 3  | 1  | 2 | 50,00   | 12 | 5  | +7  |
| 2014             | Russia        | Mondiale 2014       | 3º nel Gruppo H                | 3  | 0  | 2  | 1 | &0,00   | 2  | 3  | -1  |
| 2015             | Russia        | Qual. Europeo 2016  | Non concluso per fine incarico | 6  | 2  | 2  | 2 | 33,33   | 9  | 4  | +5  |
| Dal 2012 al 2015 | Russia        | Amichevoli          |                                | 14 | 8  | 6  | 0 | 57,14   | 25 | 10 | +15 |
| Totale Russia    | Totale Russia | Totale Russia       | Totale Russia                  | 33 | 17 | 11 | 5 | 51,52   | 56 | 22 | +34 |

#### Panchine da commissario tecnico della nazionale russa
| Cronologia completa delle presenze e delle reti in nazionale ― Russia | Cronologia completa delle presenze e delle reti in nazionale ― Russia | Cronologia completa delle presenze e delle reti in nazionale ― Russia | Cronologia completa delle presenze e delle reti in nazionale ― Russia | Cronologia completa delle presenze e delle reti in nazionale ― Russia | Cronologia completa delle presenze e delle reti in nazionale ― Russia | Cronologia completa delle presenze e delle reti in nazionale ― Russia   | Cronologia completa delle presenze e delle reti in nazionale ― Russia |
| Data                                                                  | Città                                                                 | In casa                                                               | Risultato                                                             | Ospiti                                                                | Competizione                                                          | Reti                                                                    | Note                                                                  |
| --------------------------------------------------------------------- | --------------------------------------------------------------------- | --------------------------------------------------------------------- | --------------------------------------------------------------------- | --------------------------------------------------------------------- | --------------------------------------------------------------------- | ----------------------------------------------------------------------- | --------------------------------------------------------------------- |
| 15-8-2012                                                             | Mosca                                                                 | Russia                                                                | 1 – 1                                                                 | Costa d'Avorio                                                        | Amichevole                                                            | Alan Dzagoev                                                            | Cap: I.Denisov                                                        |
| 7-9-2012                                                              | Mosca                                                                 | Russia                                                                | 2 – 0                                                                 | Irlanda del Nord                                                      | Qual. Mondiali 2014                                                   | Viktor Faizulin Roman Širokov                                           | Cap: I.Denisov                                                        |
| 11-9-2012                                                             | Ramat Gan                                                             | Israele                                                               | 0 – 4                                                                 | Russia                                                                | Qual. Mondiali 2014                                                   | 2 Aleksandr Keržakov Aleksandr Kokorin Viktor Faizulin                  | Cap: I.Denisov                                                        |
| 12-10-2012                                                            | Mosca                                                                 | Russia                                                                | 1 – 0                                                                 | Portogallo                                                            | Qual. Mondiali 2014                                                   | Aleksandr Keržakov                                                      | Cap: I.Denisov                                                        |
| 16-10-2012                                                            | Mosca                                                                 | Russia                                                                | 1 – 0                                                                 | Azerbaigian                                                           | Qual. Mondiali 2014                                                   | Roman Širokov                                                           | Cap: I.Denisov                                                        |
| 14-11-2012                                                            | Krasnodar                                                             | Russia                                                                | 2 – 2                                                                 | Stati Uniti                                                           | Amichevole                                                            | Fëdor Smolov Roman Širokov                                              | Cap: I.Denisov                                                        |
| 6-2-2013                                                              | Marbella                                                              | Islanda                                                               | 0 – 2                                                                 | Russia                                                                | Amichevole                                                            | Roman Širokov Oleg Shatov                                               | Cap: I.Denisov                                                        |
| 25-3-2013                                                             | Londra                                                                | Brasile                                                               | 1 – 1                                                                 | Russia                                                                | Amichevole                                                            | Viktor Faizulin                                                         | Cap: R.Shirokov                                                       |
| 7-6-2013                                                              | Lisbona                                                               | Portogallo                                                            | 1 – 0                                                                 | Russia                                                                | Qual. Mondiali 2014                                                   | -                                                                       | Cap: I.Denisov                                                        |
| 14-8-2013                                                             | Belfast                                                               | Irlanda del Nord                                                      | 1 – 0                                                                 | Russia                                                                | Qual. Mondiali 2014                                                   | -                                                                       | Cap: I.Denisov                                                        |
| 6-9-2013                                                              | Kazan'                                                                | Russia                                                                | 4 – 1                                                                 | Lussemburgo                                                           | Qual. Mondiali 2014                                                   | 2 Aleksandr Kokorin Aleksandr Keržakov Aleksandr Samedov                | Cap: I.Denisov                                                        |
| 10-9-2013                                                             | San Pietroburgo                                                       | Russia                                                                | 3 – 1                                                                 | Israele                                                               | Qual. Mondiali 2014                                                   | Vasili Berezutski Aleksandr Kokorin Denis Glušakov                      | Cap: I.Denisov                                                        |
| 11-10-2013                                                            | Lussemburgo                                                           | Lussemburgo                                                           | 0 – 4                                                                 | Russia                                                                | Qual. Mondiali 2014                                                   | Aleksandr Samedov Viktor Faizulin Denis Glušakov Aleksandr Keržakov     | Cap: R.Shirokov                                                       |
| 15-10-2013                                                            | Baku                                                                  | Azerbaigian                                                           | 1 – 1                                                                 | Russia                                                                | Qual. Mondiali 2014                                                   | Roman Širokov                                                           | Cap: R.Shirokov                                                       |
| 15-11-2013                                                            | Dubai                                                                 | Russia                                                                | 1 – 1                                                                 | Serbia                                                                | Amichevole                                                            | Aleksandr Samedov                                                       | Cap: R.Shirokov                                                       |
| 19-11-2013                                                            | Dubai                                                                 | Russia                                                                | 2 – 1                                                                 | Corea del Sud                                                         | Amichevole                                                            | Fëdor Smolov Dmitri Tarasov                                             | Cap: R.Shirokov                                                       |
| 5-3-2014                                                              | Krasnodar                                                             | Russia                                                                | 2 – 0                                                                 | Armenia                                                               | Amichevole                                                            | Aleksandr Kokorin Dmitri Kombarov (rig.)                                | Cap: R.Shirokov                                                       |
| 26-5-2014                                                             | San Pietroburgo                                                       | Russia                                                                | 1 – 0                                                                 | Slovacchia                                                            | Amichevole                                                            | Aleksandr Keržakov                                                      | Cap: I.Denisov                                                        |
| 31-5-2014                                                             | Oslo                                                                  | Norvegia                                                              | 1 – 1                                                                 | Russia                                                                | Amichevole                                                            | Oleg Shatov                                                             | Cap: V.Berezutski                                                     |
| 6-6-2014                                                              | Mosca                                                                 | Russia                                                                | 2 – 0                                                                 | Marocco                                                               | Amichevole                                                            | Vasili Berezutski Jurij Žirkov                                          | Cap: V.Berezutski                                                     |
| 17-6-2014                                                             | Cuiabá                                                                | Corea del Sud                                                         | 1 – 1                                                                 | Russia                                                                | Mondiali 2014 - Fase a gironi                                         | Aleksandr Keržakov                                                      | Cap: V.Berezutski                                                     |
| 22-6-2014                                                             | Rio de Janeiro                                                        | Belgio                                                                | 1 – 0                                                                 | Russia                                                                | Mondiali 2014 - Fase a gironi                                         | -                                                                       | Cap: V.Berezutski                                                     |
| 26-6-2014                                                             | Curitiba                                                              | Algeria                                                               | 1 – 1                                                                 | Russia                                                                | Mondiali 2014 - Fase a gironi                                         | Aleksandr Kokorin                                                       | Cap: V.Berezutski                                                     |
| 3-9-2014                                                              | Chimki                                                                | Russia                                                                | 4 – 0                                                                 | Azerbaigian                                                           | Amichevole                                                            | 2 Aleksandr Keržakov Sergey Ignashevich Vladimir Granat                 | Cap: V.Berezutski                                                     |
| 8-9-2014                                                              | Chimki                                                                | Russia                                                                | 4 – 0                                                                 | Liechtenstein                                                         | Qual. Euro 2016                                                       | 2 autoreti Dmitri Kombarov (rig.) Artëm Dzjuba                          | Cap: V.Berezutski                                                     |
| 9-10-2014                                                             | Solna                                                                 | Svezia                                                                | 1 – 1                                                                 | Russia                                                                | Qual. Euro 2016                                                       | Aleksandr Kokorin                                                       | Cap: V.Berezutski                                                     |
| 12-10-2014                                                            | Mosca                                                                 | Russia                                                                | 1 – 1                                                                 | Moldavia                                                              | Qual. Euro 2016                                                       | Artëm Dzjuba (rig.)                                                     | Cap: V.Berezutski                                                     |
| 15-11-2014                                                            | Vienna                                                                | Austria                                                               | 1 – 0                                                                 | Russia                                                                | Qual. Euro 2016                                                       | -                                                                       | Cap: R.Shirokov                                                       |
| 18-11-2014                                                            | Budapest                                                              | Ungheria                                                              | 1 – 2                                                                 | Russia                                                                | Amichevole                                                            | Sergey Ignashevich Aleksandr Keržakov                                   | Cap: R.Shirokov                                                       |
| 27-3-2015                                                             | Podgorica                                                             | Montenegro                                                            | 0 – 3                                                                 | Russia                                                                | Qual. Euro 2016                                                       | -                                                                       | Cap: R.Shirokov                                                       |
| 31-3-2015                                                             | Chimki                                                                | Russia                                                                | 0 – 0                                                                 | Kazakistan                                                            | Amichevole                                                            | -                                                                       | Cap: V.Berezutski                                                     |
| 7-6-2015                                                              | Chimki                                                                | Russia                                                                | 4 – 2                                                                 | Bielorussia                                                           | Amichevole                                                            | Aleksandr Kokorin Aleksandr Golovin Aleksej Mirančuk Aleksandr Keržakov | Cap: R.Shirokov                                                       |
| 14-6-2015                                                             | Mosca                                                                 | Russia                                                                | 0 – 1                                                                 | Austria                                                               | Qual. Euro 2016                                                       | -                                                                       | Cap: R.Shirokov                                                       |
| Totale                                                                |                                                                       | Presenze                                                              | 33                                                                    |                                                                       | Reti                                                                  | 56                                                                      |                                                                       |

## Palmarès

### Giocatore

#### Club
- Campionato italiano: 4

Juventus: 1971-1972, 1972-1973, 1974-1975
Milan: 1978-1979
- Coppa Italia: 2

Roma: 1968-1969
Milan: 1976-1977

### Allenatore

#### Club

##### Competizioni giovanili
- Coppa Italia Primavera: 1

Milan: 1984-1985

##### Competizioni nazionali
- Campionato italiano: 5

Milan: 1991-1992, 1992-1993, 1993-1994, 1995-1996
Roma: 2000-2001
- Campionato italiano: 1 (revocato)

Juventus: 2004-2005
- Supercoppa italiana: 4

Milan: 1992, 1993, 1994
Roma: 2001
- Campionato spagnolo: 2

Real Madrid: 1996-1997, 2006-2007

##### Competizioni internazionali
- UEFA Champions League: 1

Milan: 1993-1994
- Supercoppa UEFA: 1

Milan: 1994

#### Individuale
- Panchina d'oro: 3

1991-1992, 1993-1994, 2000-2001
- Guerin d'oro: 2[151]

1992, 1996
- Panchina d'oro speciale: 1

1997
- L'allenatore dei sogni: 1

2000
- Premio Gianni Brera allo sportivo dell'anno: 1

2005
- Oscar del calcio AIC/Gran Galà del calcio AIC: 2

Miglior allenatore: 2005
Premio della critica: 2011
- Inserito nella Hall of Fame del calcio italiano nella categoria Allenatore italiano (2013)
- Globe Soccer Awards: 1

Premio alla carriera per allenatori: 2018